# Luciano Giovannetti
Luciano Giovannetti (ur. 25 września 1945 w Pistoi) – włoski strzelec sportowy, specjalizujący się w trapie. Dwukrotny mistrz olimpijski.
Zwyciężył na obu olimpiadach częściowo zbojkotowanych z powodów politycznych – w Moskwie i Los Angeles. Jako pierwszy sportowiec obronił tytuł olimpijski w tej konkurencji, drugim został Australijczyk Michael Diamond. Brał udział w IO 88. Był mistrzem świata w 1982.